# Kaduqli
Kaduqli hay Kadugli (tiếng Ả Rập: كادوقلي, Kādūqlī, phát âm: [kaːˈduɢli]) là thành phố thủ phủ của bang Nam Kordofan, Sudan. Nó nằm cách El-Obeid 240 km (150 mi) về phía nam, ở rìa phía bắc của đồng bằng sông Nile Trắng trên vùng núi Nuba. Thành phố có sân vận động Hilal.

## Kinh tế
Đây là một trung tâm buôn bán gôm Ả Rập và gia súc. Các ngành công nghiệp bao gồm dệt, sản xuất xà phòng và da thuộc. Kaduqli cũng là trụ sở Khu vực IV của UNMIS (Phái bộ Liên Hợp Quốc tại Sudan).

## Khí hậu
Kaduqli có khí hậu bán khô hạn nóng (phân loại khí hậu Köppen BSh).
| Dữ liệu khí hậu của Kaduqli (1961–1990)  | Dữ liệu khí hậu của Kaduqli (1961–1990) | Dữ liệu khí hậu của Kaduqli (1961–1990) | Dữ liệu khí hậu của Kaduqli (1961–1990) | Dữ liệu khí hậu của Kaduqli (1961–1990) | Dữ liệu khí hậu của Kaduqli (1961–1990) | Dữ liệu khí hậu của Kaduqli (1961–1990) | Dữ liệu khí hậu của Kaduqli (1961–1990) | Dữ liệu khí hậu của Kaduqli (1961–1990) | Dữ liệu khí hậu của Kaduqli (1961–1990) | Dữ liệu khí hậu của Kaduqli (1961–1990) | Dữ liệu khí hậu của Kaduqli (1961–1990) | Dữ liệu khí hậu của Kaduqli (1961–1990) | Dữ liệu khí hậu của Kaduqli (1961–1990) |
| Tháng                                    | 1                                       | 2                                       | 3                                       | 4                                       | 5                                       | 6                                       | 7                                       | 8                                       | 9                                       | 10                                      | 11                                      | 12                                      | Năm                                     |
| ---------------------------------------- | --------------------------------------- | --------------------------------------- | --------------------------------------- | --------------------------------------- | --------------------------------------- | --------------------------------------- | --------------------------------------- | --------------------------------------- | --------------------------------------- | --------------------------------------- | --------------------------------------- | --------------------------------------- | --------------------------------------- |
| Cao kỉ lục °C (°F)                       | 41.8 (107.2)                            | 42.1 (107.8)                            | 44.2 (111.6)                            | 44.0 (111.2)                            | 44.2 (111.6)                            | 41.6 (106.9)                            | 40.7 (105.3)                            | 37.5 (99.5)                             | 39.2 (102.6)                            | 40.0 (104.0)                            | 41.2 (106.2)                            | 40.3 (104.5)                            | 44.2 (111.6)                            |
| Trung bình ngày tối đa °C (°F)           | 34.4 (93.9)                             | 36.1 (97.0)                             | 38.9 (102.0)                            | 40.0 (104.0)                            | 38.3 (100.9)                            | 35.1 (95.2)                             | 32.1 (89.8)                             | 31.4 (88.5)                             | 32.8 (91.0)                             | 35.2 (95.4)                             | 36.4 (97.5)                             | 34.9 (94.8)                             | 35.5 (95.9)                             |
| Trung bình ngày °C (°F)                  | 25.9 (78.6)                             | 27.7 (81.9)                             | 30.5 (86.9)                             | 31.7 (89.1)                             | 31.7 (89.1)                             | 28.8 (83.8)                             | 26.9 (80.4)                             | 26.3 (79.3)                             | 26.7 (80.1)                             | 27.7 (81.9)                             | 27.5 (81.5)                             | 26.4 (79.5)                             | 28.2 (82.8)                             |
| Tối thiểu trung bình ngày °C (°F)        | 17.4 (63.3)                             | 19.3 (66.7)                             | 22.0 (71.6)                             | 23.5 (74.3)                             | 23.8 (74.8)                             | 22.5 (72.5)                             | 21.7 (71.1)                             | 21.2 (70.2)                             | 20.7 (69.3)                             | 20.2 (68.4)                             | 18.7 (65.7)                             | 17.9 (64.2)                             | 20.7 (69.3)                             |
| Thấp kỉ lục °C (°F)                      | 10.2 (50.4)                             | 11.1 (52.0)                             | 15.3 (59.5)                             | 14.8 (58.6)                             | 15.9 (60.6)                             | 16.8 (62.2)                             | 15.3 (59.5)                             | 17.4 (63.3)                             | 16.3 (61.3)                             | 9.7 (49.5)                              | 11.6 (52.9)                             | 10.0 (50.0)                             | 9.7 (49.5)                              |
| Lượng Giáng thủy trung bình mm (inches)  | 0.0 (0.0)                               | 0.0 (0.0)                               | 3.3 (0.13)                              | 10.9 (0.43)                             | 60.6 (2.39)                             | 99.7 (3.93)                             | 134.9 (5.31)                            | 163.1 (6.42)                            | 98.7 (3.89)                             | 61.0 (2.40)                             | 0.9 (0.04)                              | 0.0 (0.0)                               | 633.1 (24.93)                           |
| Số ngày giáng thủy trung bình (≥ 0.1 mm) | 0.0                                     | 0.0                                     | 0.5                                     | 1.3                                     | 6.1                                     | 9.2                                     | 12.9                                    | 14.7                                    | 10.8                                    | 6.5                                     | 0.3                                     | 0.0                                     | 62.3                                    |
| Độ ẩm tương đối trung bình (%)           | 21                                      | 18                                      | 18                                      | 25                                      | 45                                      | 61                                      | 75                                      | 79                                      | 78                                      | 63                                      | 33                                      | 27                                      | 45.2                                    |
| Số giờ nắng trung bình tháng             | 306.9                                   | 277.2                                   | 275.9                                   | 279.0                                   | 266.6                                   | 228.0                                   | 182.9                                   | 182.9                                   | 195.0                                   | 251.1                                   | 303.0                                   | 313.1                                   | 3.061,6                                 |
| Phần trăm nắng có thể                    | 86                                      | 84                                      | 73                                      | 75                                      | 67                                      | 55                                      | 46                                      | 47                                      | 53                                      | 68                                      | 87                                      | 87                                      | 69                                      |
| Nguồn: NOAA                              |                                         |                                         |                                         |                                         |                                         |                                         |                                         |                                         |                                         |                                         |                                         |                                         |                                         |